# Сакки, Андреа
Андреа Сакки (итал. Andrea Sacchi; 30 ноября 1599, Неттуно, близ Рима — 21 июня 1661, Неттуно) — итальянский живописец академического направления.

## Биография и творчество
Андреа Сакки был сыном Бенедетто, мало известного живописца. Традиционная версия, что Сакки родился в Неттуно, прибрежном городе недалеко от Рима, опровергается исследователями, считающими, что он родился в Риме.
Сакки вначале учился живописи у Франческо Альбани. По сведениям историографа Джованни Пьетро Беллори (который также был большим другом Сакки), Андреа поступил учеником в мастерскую Джузеппе Чезари (Кавалера д’Арпино). С 1621 года он работал в Риме, где и провёл большую часть своей жизни. В Вечном городе вместе с Пьетро да Кортона он вёл активную деятельность в кругу Кассиано даль Поццо, страстного приверженца классицизма, и кардинала Антонио Барберини, своего покровителя. Сакки работал под руководством Кортона на вилле Саккетти в Кастель-Фузано (1627—1629).
Сакки изучал картины Рафаэля, и влияние выдающегося художника Высокого Возрождения очевидно в ряде его работ, особенно в отношении «группирования фигур». По общему мнению, Сакки также путешествовал в Венецию и Парму, где изучал творчество Корреджо.
В публичных дебатах об излишествах в барочной живописи, которые велись в Гильдии Святого Луки и в которых Сакки упрекал Пьетро да Кортона, на сторону Сакки встали его друзья и единомышленники Алессандро Альгарди и Никола Пуссен, который был одним из ведущих представителей живописи классицизма. Там самым Сакки стал одним из мастеров, обозначивших линию академизма в развитии европейской школы живописи.
Среди его основных произведений — две алтарных картины, которые ныне экспонируются в Пинакотеке Ватикана. Его самой известной работой, вероятно, является фреска с изображением Аллегории Божественной Мудрости (1629—1632), украшающая свод комнаты на первом этаже Палаццо Барберини. Композиция прославляет достоинства папы Урбана VIII Барберини через сложные астрологические и астрономические символы, которые, вероятно, связаны с исследованиями и открытиями Галилео Галилея. Эта фреска считается шедевром художника, она была вдохновлена композицией «Парнас» в Станцах Рафаэля в Ватикане (1509—1511).
Среди его известных произведений: «Смерть святой Анны» для церкви Сан-Карло-аи-Катинари, картина, получившая высокую оценку Диего Веласкеса, увидевшего её во время своего второго пребывания в Риме.
Андреа Сакки умер в 1661 году, оставив в своём завещании пожелание воздвигнуть ему памятник в базилике Сан-Джованни-ин-Латерано в Риме, созданный из бюста Паоло Нальдини и эпитафии, продиктованной его биографом Беллори. Учениками Сакки были Карло Маратта, Луиджи Гарци.

## Галерея

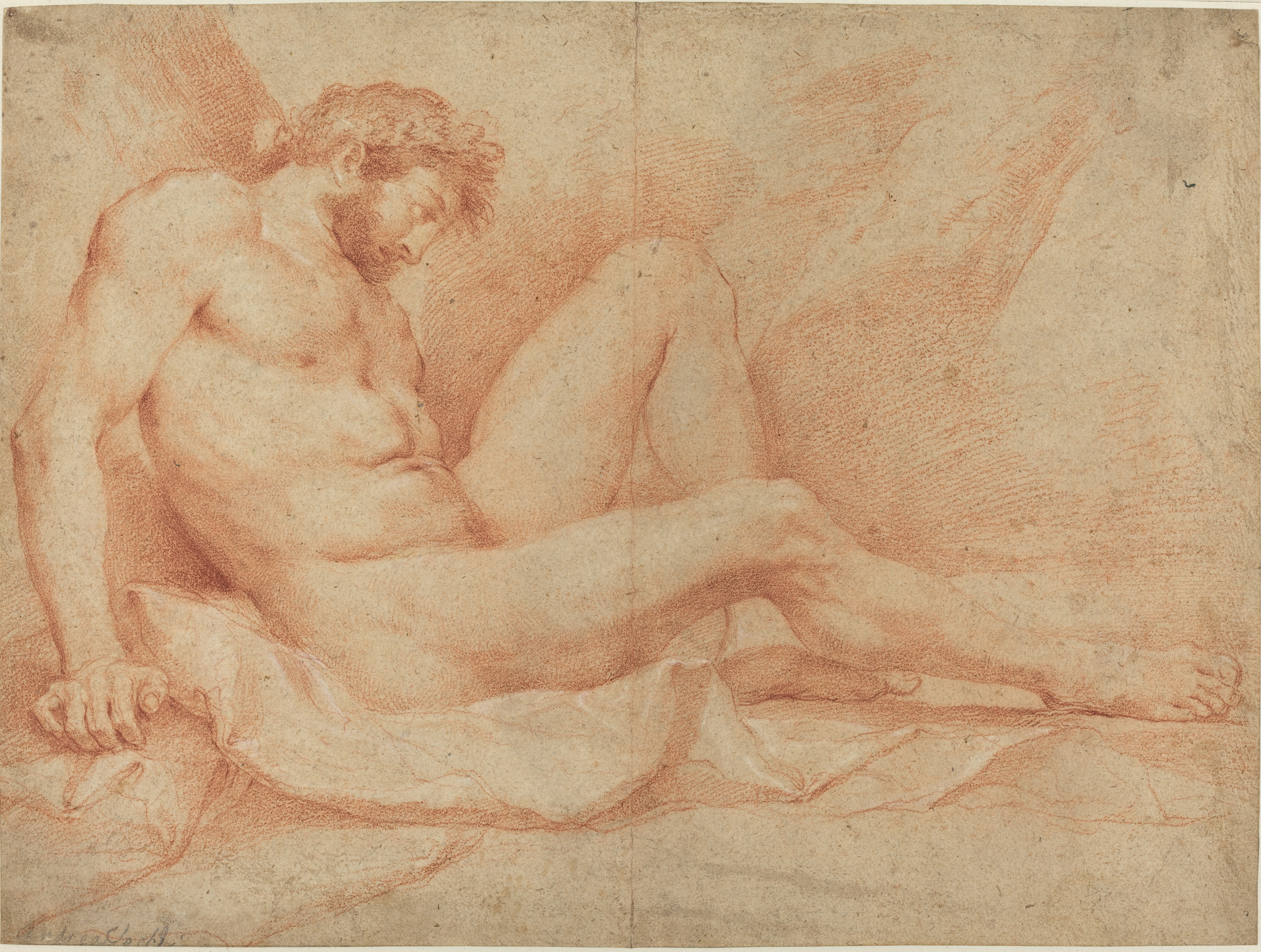
Aкадемическая штудия. Бумага, сангина. Национальная галерея искусства, Вашингтон
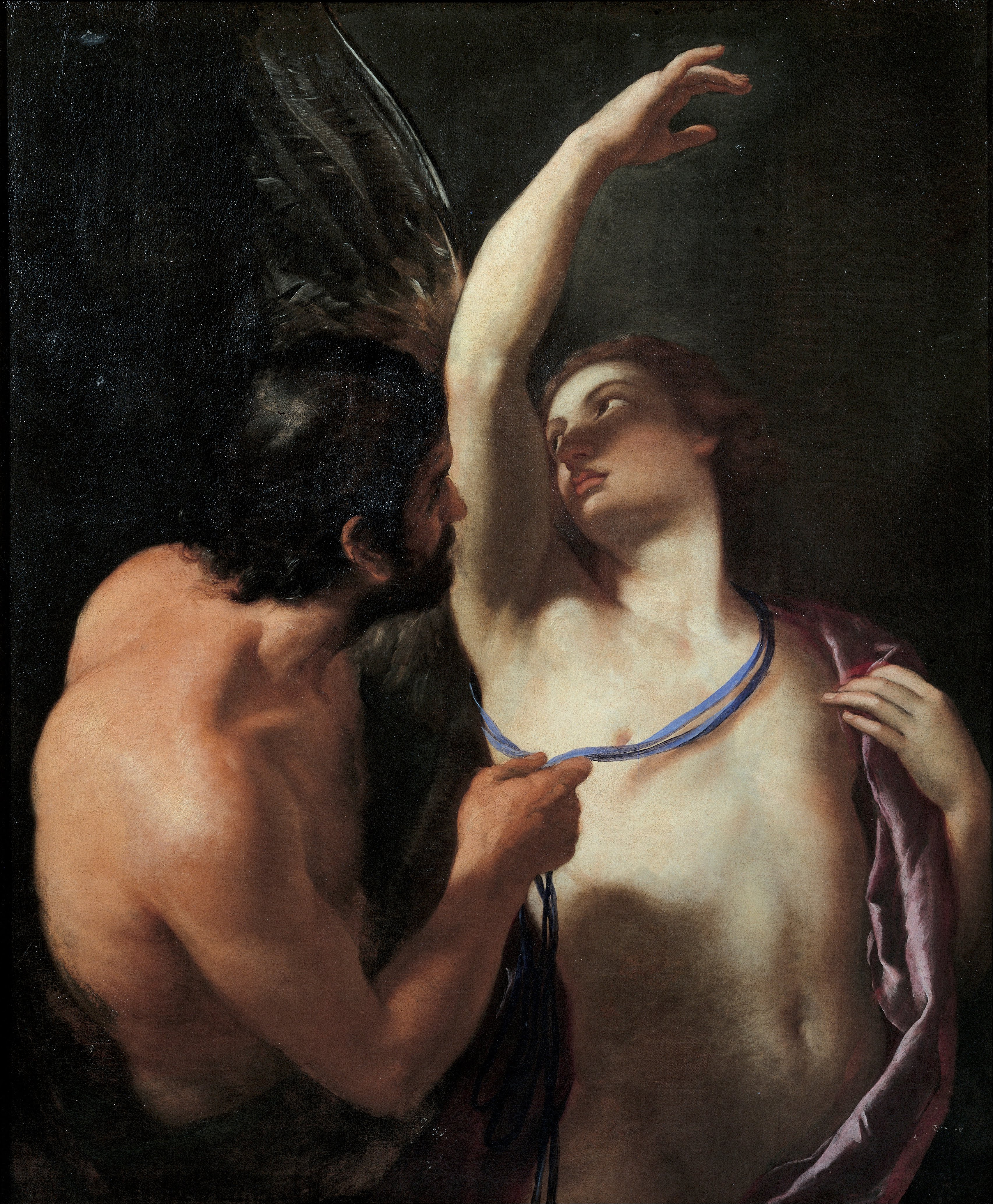
Дедал и Икар. Ок. 1645. Холст, масло.  Музеи Страда Нуова, Генуя
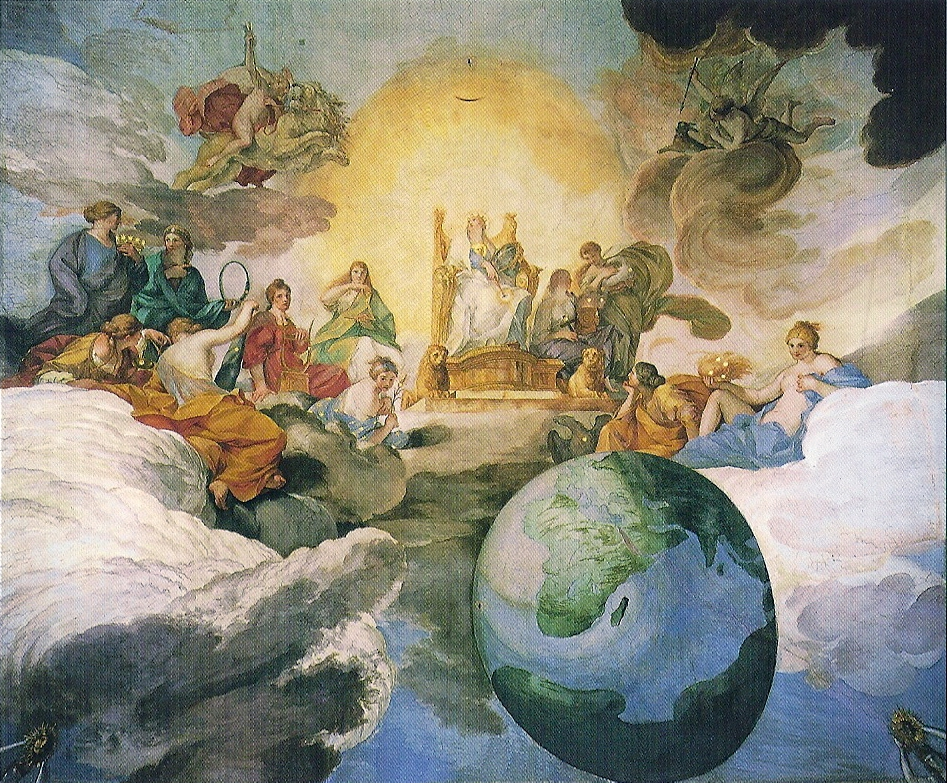
Аллегория Божественной Премудрости. Деталь. 1629–1632. Фреска. Палаццо Барберини, Рим
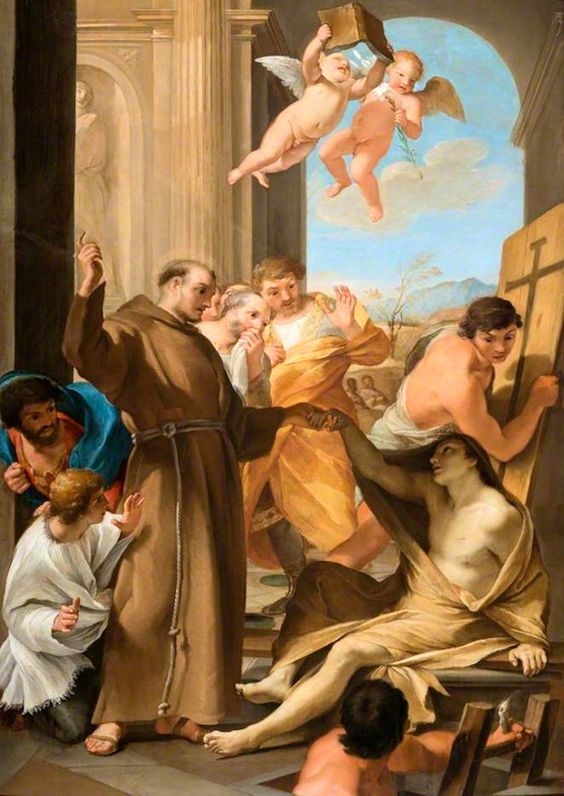
Чудо Святого Антония Падуанского. 1631–1633. Холст, масло.
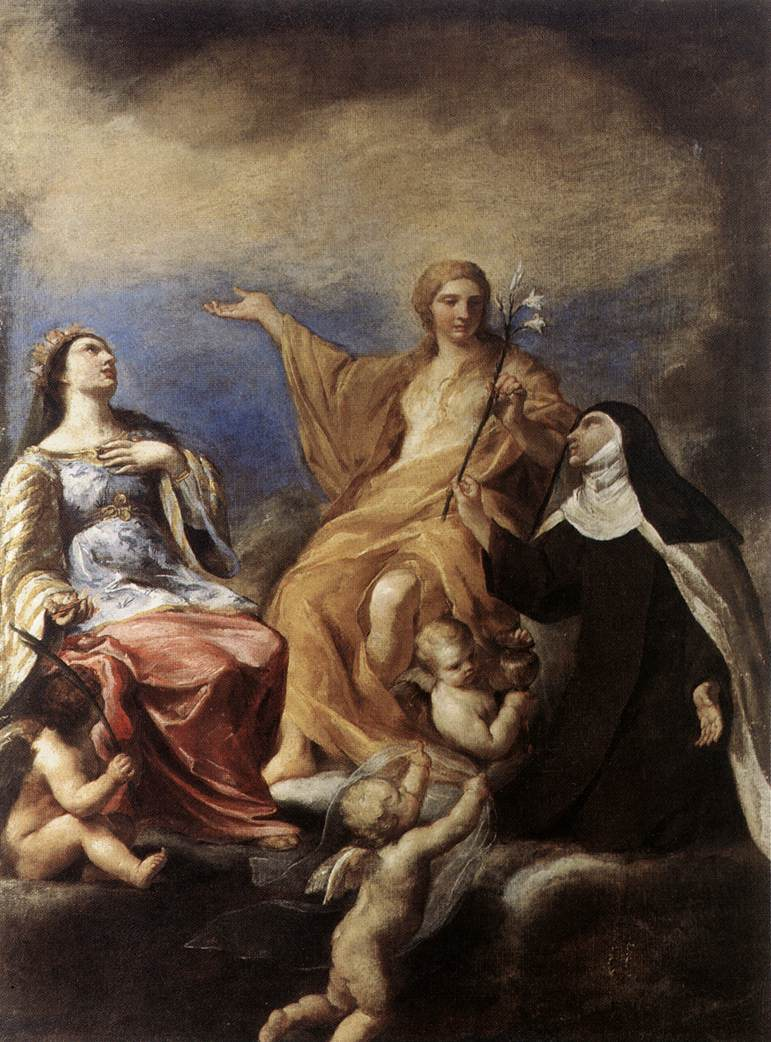
Три Магдалины. 1634. Холст, масло. Палаццо Барберини, Рим
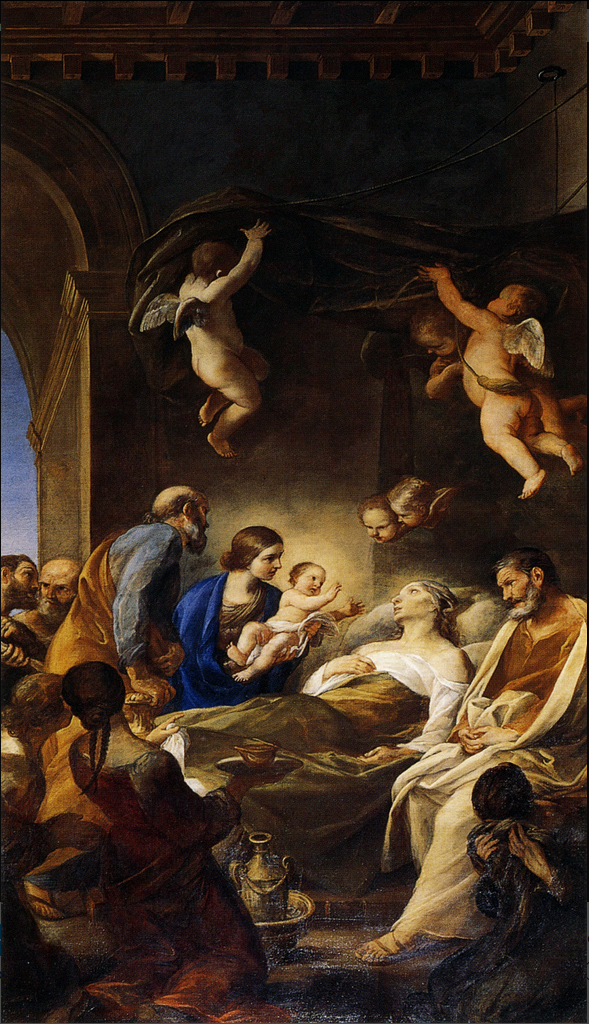
А. Сакки. Смерть Святой Анны. Между 1640 и 1649. Холст, масло. Церковь Сан-Карло-аи-Катинари, Рим
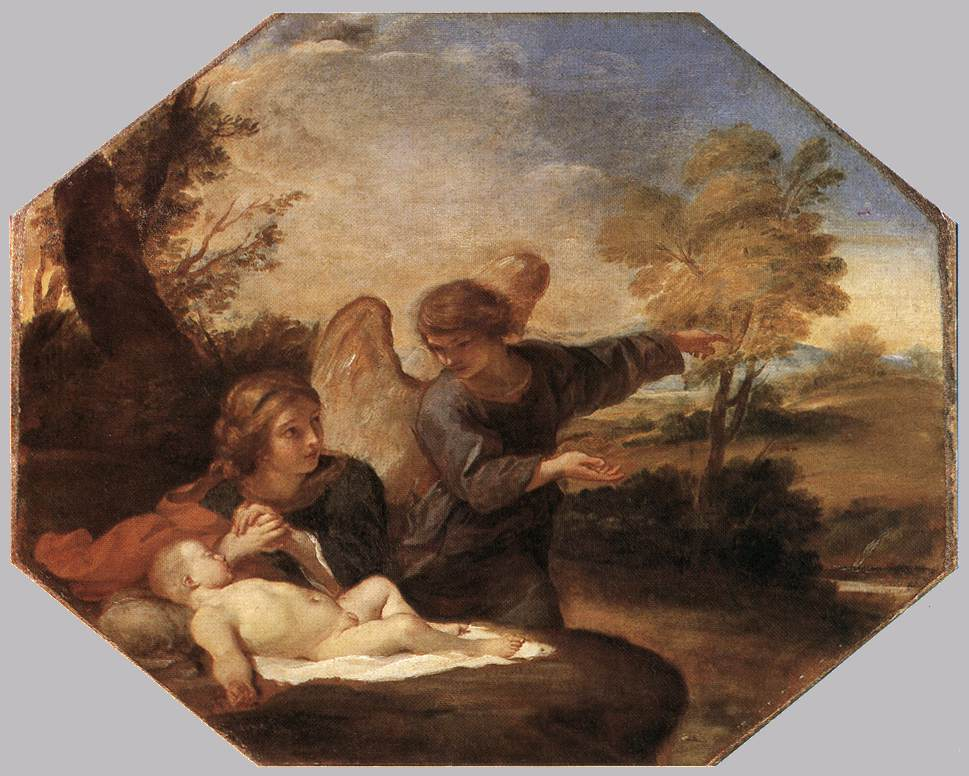
Агарь и Исмаил. Ок. 1630. Холст, масло. Национальный музей Уэльса, Уэльс